# Врунч, Франьо
Франьо Францевич Врунч (словен. Franjo France Vrunč, серб. Фрањо Франце Врунч; 12 февраля 1910, Словень-Градец, Австро-Венгрия — 24 августа 1941, Марибор, нацистская Германия) — югославский словенский партизан, участник Народно-освободительной войны Югославии. Народный герой Югославии.

## Биография

### Ранние годы
Франьо родился в Словень-Градце 12 февраля 1910. Родители — Урсула и Томаш. Отец работал нотариусом и умер в самом конце Первой мировой войны. Франьо окончил школу в 1929 году, поступил в Мариборский университет на педагогический факультет. Помощь при поступлении ему оказывал преподаватель, доктор Фердо Пирнат, поскольку у матери не было средств на обучение сына.
Врунч уже в Мариборе стал заниматься активной общественной и политической деятельностью. Состоял в студенческом молодёжном рабочем движении, занимался гимнастикой, поддерживал сокольское движение. Окончив университет, стал работать учителем в Добье, потом перешёл в Руше. В 1931 году был призван в армию Королевства Югославия, по возвращении из армии в 1933 году получил должность преподавателя в Рачах.

### Сотрудничество с коммунистами
Пока Врунч оставался без работы, он параллельно занимался Сокольским движением в Мариборе, где встретил преподавателя Милана Апиха, коммуниста, который и посвятил Врунча в идеологию марксизма. В 1934 году обоих арестовали за симпатию к коммунистическому движению. В итоге Врунча приговорили к трём годам лишения свободы и лишили права заниматься преподавательской деятельностью, а Апиха приговорили к четырём годам тюрьмы. Оба отбывали наказание в тюрьме Сремской-Митровицы, где сидели многие коммунисты и левые политики.
Вместе с тем политическим заключённым в той тюрьме предоставлялось куда больше прав, чем обычным заключённым: несколько часов в день они проводили на свежем воздухе, изучали иностранные языки и читали книги, которые получали от Международного комитета по защите прав политических заключённых из Парижа. За три года Врунч досконально изучил марксистскую идеологию, пройдя своеобразное обучение и, как тогда говорили, «окончив коммунистический университет». Помимо всего прочего, Франьо занимался физической подготовкой заключённых, что положительно повлияло на его репутацию. В тюрьме он получил партийную кличку «Буздо».
Летом 1938 года Франьо Врунч был освобождён из тюрьмы, но ещё некоторое время власти тщательно следили за ним. Чтобы исключить всякие подозрения, он начал продавать книги и вести скромную жизнь. Но в том же году его опять арестовали на четыре месяца за связи с коммунистами, после чего отпустили.
Освобождённый Франьо отправился в Савинскую долину, где встретился с некоторыми партийными коллегами из Йоштова-Млина и Медлогского текстильного завода. Так Врунч устроился работать текстильщиком, на фабрике при его помощи образовалась подпольная ячейка компартии Словении, на съездах которой там присутствовали почти все коммунисты Штирии. Последний раз красный флаг поднимался над городом 1 мая 1941 года.

### В годы войны
Когда началась война, Франьо не уходил из Йоштова-Млина. После оккупации Целе на следующий день немцы окружили город и арестовали всех коммунистов, изъяв всю партийную литературу. Франьо бежал из города, скрывшись в неизвестном направлении. Секретарь Чельского райкома Компартии Словении не смог установить связь с Франьо, который бесследно исчез, и вынужден был уйти в подполье.
Вместе с тем в первые месяцы оккупации выяснилось, что Франьо возглавил антифашистское подполье в словенской Штирии. 20 июля 1941 был создан 1-й Цельский партизанский отряд, которым командовал Франьо. После нескольких успешных боёв близ Целе вместе с Петром Стантетом Врунч отправился в Сливницу, где собирался разгромить несколько жандармских отрядов.

### Смерть
11 августа 1941 Стантет попал в засаду и угодил в немецкий плен, однако спустя несколько часов сбежал оттуда. Врунчу повезло куда меньше: гестапо отправило его в Целе, а затем и в Марибор. 24 августа 1941 Франьо Врунч был приговорён к расстрелу. Приговор был приведён в исполнение немедленно: расстреляны были также ещё двенадцать партизан, среди которых были Славко Шландер и Слава Клавора.
Похоронен Врунч был на городском кладбище Граца. 28 октября 1946 его перезахоронили в семейном склепе Словень-Градца. 27 ноября 1953 Франьо Врунчу было посмертно присвоено звание Народного героя в Югославии, также одна из улиц была переименована в его родном городе. Имя Врунча носят несколько школ в Словении.